# Alcazaba, Málaga
Alcazaba je palačna trdnjava v Málagi, Španija. Zgradili so jo muslimanski vladarju Hammudidi v zgodnjem 11. stoletju. Ime izhaja iz arabskega قصبة [al-qasbah], ki pomeni citadelo.
Málaška Alcazaba je najbolje ohranjena kazba v Španiji. Pod njo so ruševine rimskega gledališča iz 1. stoletja pr. n. št., ki ga obnavljajo. Dele gledališča so Mavri uporabili za gradnjo Alcazabe.
Španci so Málago ponovno  osvojili leta 1487 po obleganju, ki je bilo eno najdaljših v rekonkvisti, in dvignili svoje zastave na Torre del Homenaje v notranji trdnjavi. 
Alcazaba v  Málagi je zaradi dvojnega obzidja in drugih fortifikacij po mnenju arhitekta-restavratorja Leopolda Torresa Balbása prototip vojaške arhitekture v obdobju Taife. Z njo se lahko primerja samo grad  Krak des Chevaliers v Siriji.

## Tloris
Malaška Alcazaba je zgrajena na vzpetini v središču mesta, s katere je lep razgled na pristanišče. Ima dvojno obzidje, ki je bilo nekoč povezano z mestnim obzidjem, ki je tvorilo tretji obrambni zid.  Zunanje obzidje je prilagojeno topografiji griča in popolnoma zapira notranje obzidje. Na obeh so številni obrambnimi stolpi. 

### Zunanja citadela
V zunanjo citadelo vodijo Puerta de la Bóveda (Obokana vrata), možen pa je tudi vstop z dvigalom.  Dvojna vhodna vrata so zasnovana tako, da čim bolj ovirajo napredovanje napadalca. 
Pot se nato vije skozi vrtove s številnimi fontanami, skozi Puerta de las Columnas (Stolpna vrata), zgrajena iz ruševin rimskih zgradb, in Torre del Cristo (Kristusov stolp), v katerem pot pravokotno zavije, da bi se ponovno oviralo napredovanje sovražnika. Kristusov stolp je nekoč služil kot kapela.

### Notranja citadela
Edini vhod v notranjo citadelo so Puerta de los Cuartos de Granada (Vrata granadske četrti), ki so branila zahodno stran palače. Na vzhodni strani je Torre del Homenaje (Davčni stolp), ki je delno porušen. 
Znotraj drugega obzidja je palača in nekaj drugih zgradb, zgrajena v 11., 13. in 14. stoletju na treh zaporednih terasah. V palačni Cuartos de Granada (Granadska četrt) so prebivali kralji  in guvernerji.